# Камилло Агриппа
Ками́лло Агри́ппа — архитектор, инженер, фехтовальщик XVI века. Агриппа родом из Милана, в дальнейшем переехал в Рим и долгое время проживал в Венеции, предположительно умер в 1595 году. Агриппа считается[кем?] практически одним из величайших теоретиков в области фехтования.
Камилло Агриппа одним из первых начал применять геометрическую теорию и логику для решения задач в бою — как на турнирах, так и в настоящих сражениях. Основной его работой считается «Трактат о науке оружия с философским диалогом» (итал. Trattato Di Scientia d’Arme, con un Dialogo di Filosofia), опубликованный в 1553 году. В этом трактате Агриппа предложил внести кардинальные изменения в систему фехтования, принятую в то время. Трактат был переведен на русский язык в 2017 году. Также Камилло практически продемонстрировал эффективность применения своей системы и описал различные способы использования оружия.

## Биография
Камилло Агриппа был связан с религиозным братством Святого Иосифа Святой Земли и литературно-художественным объединением вокруг кардинала Алессандро Фарнезе.
Агриппа, так как он проводил много времени в художественных кругах, был знаком со своим современником Микеланджело, так Агриппа утверждает в его позднем трактате о транспортировке обелиска на Пьяцца Сан-Пьетро «Trattato di trasportare la guglia in su la piazza di S. Pietro». В последнем издании библиографического словаря Жак Шарль Брюне «Manuel du libraire et de l’amateur des livres» присутствуют цитаты и ссылки на Агриппа, как известно, резцовые гравюры этой книги относятся к работам Микеланджело, но современные искусствоведы считают, что неизвестные граверы, более вероятно, пришли из школы Маркантонио Раймонди.
Существуют данные, которые свидетельствующие о том, что работы Агриппы были вдохновением для формирования испанской школы фехтования (обычно называют Дестреза), основателями которой считаются Иеронимо Санчес де Карранза, и его последователи Дон Луис Пачеко де Нарваес и Жерар Тибо. Под влиянием работы Агриппы, Карранза придумал свою собственную геометрическую систему фехтования в 1560-х годах и описал её в своем трактате «Философия оружия» («De la Filosofía de las Armas y de su Destreza y la Aggression y Defensa Cristiana» (1569 , изд. в 1582). Эта школа была затем продолжена его учеником Луисом Пачеко де Нарваес, который также изложил использование геометрического учения в своем труде «Книга о Величии меча».

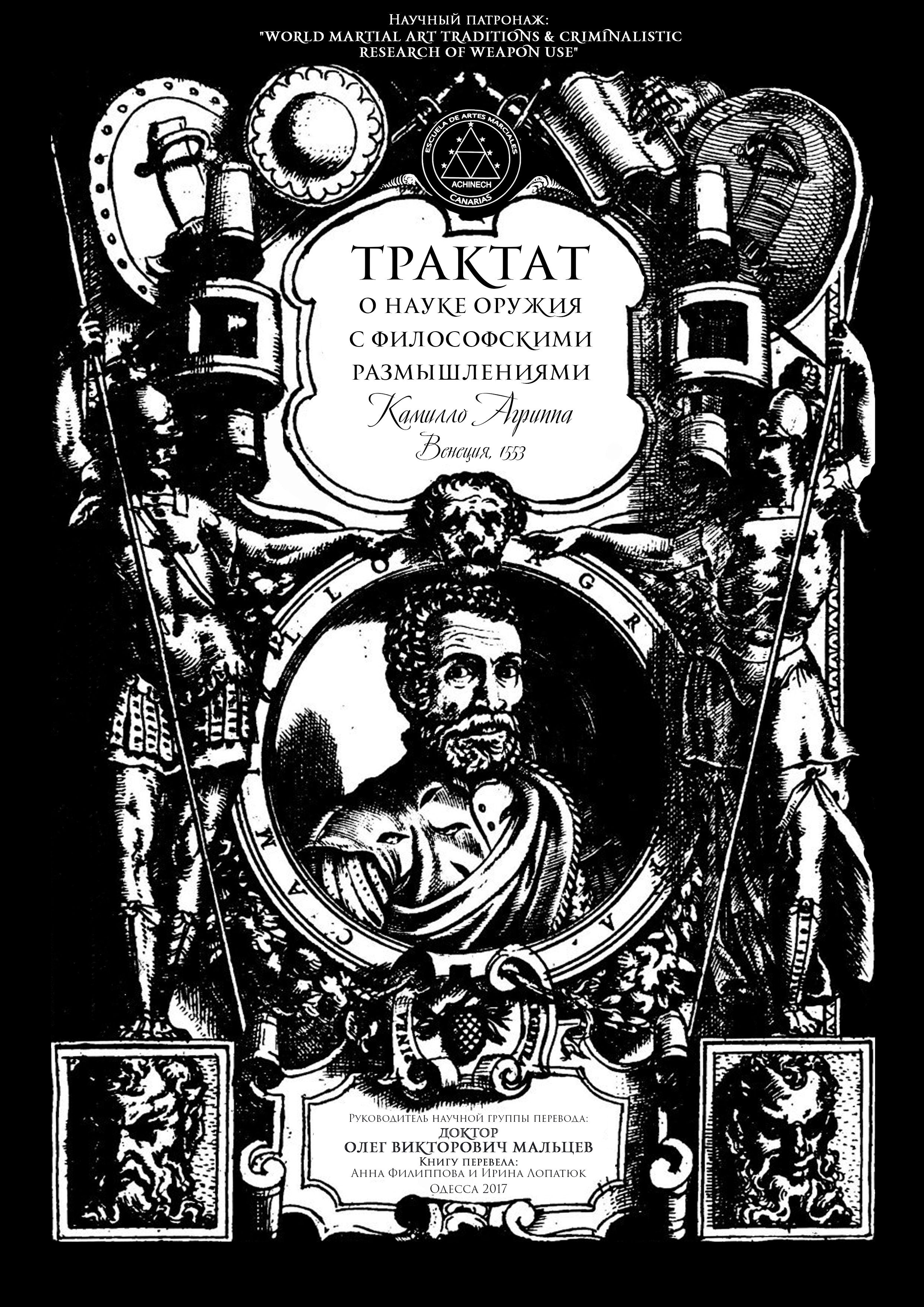
«Трактат о науке оружия с философским диалогом» Камилло Агриппа. Титульная страница

Работа Камилло Агриппа «Трактат о науке оружия с философским диалогом» была переведена на русский Научно-Исследовательским Институтом «Мировых традиций воинских искусств и криминальных исследований применения оружия» совместно со Школой испанского фехтования «Дестреза Ачинеч» в 2017 году.

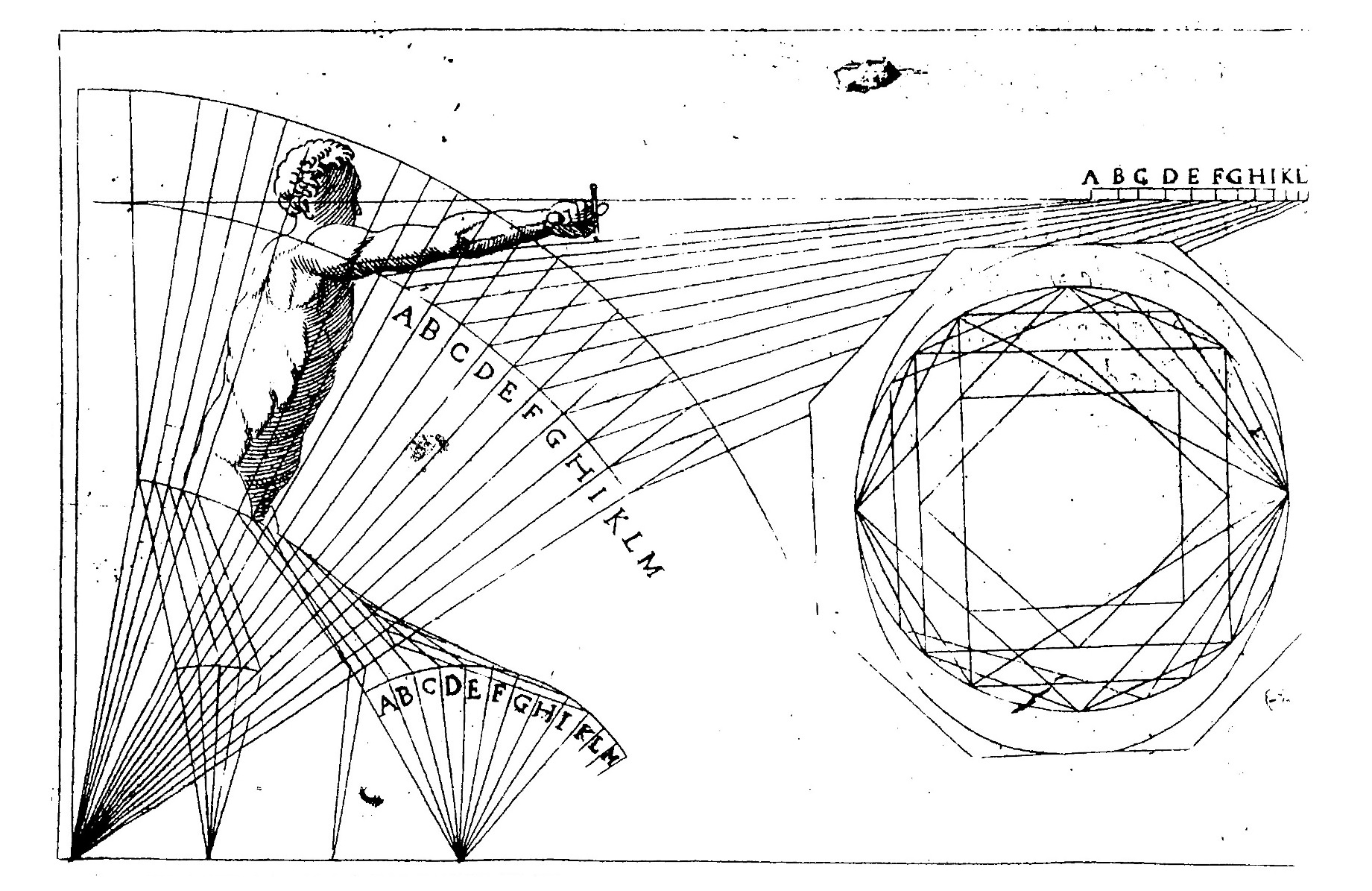
Боевая позиция 1. Камилло Агриппа
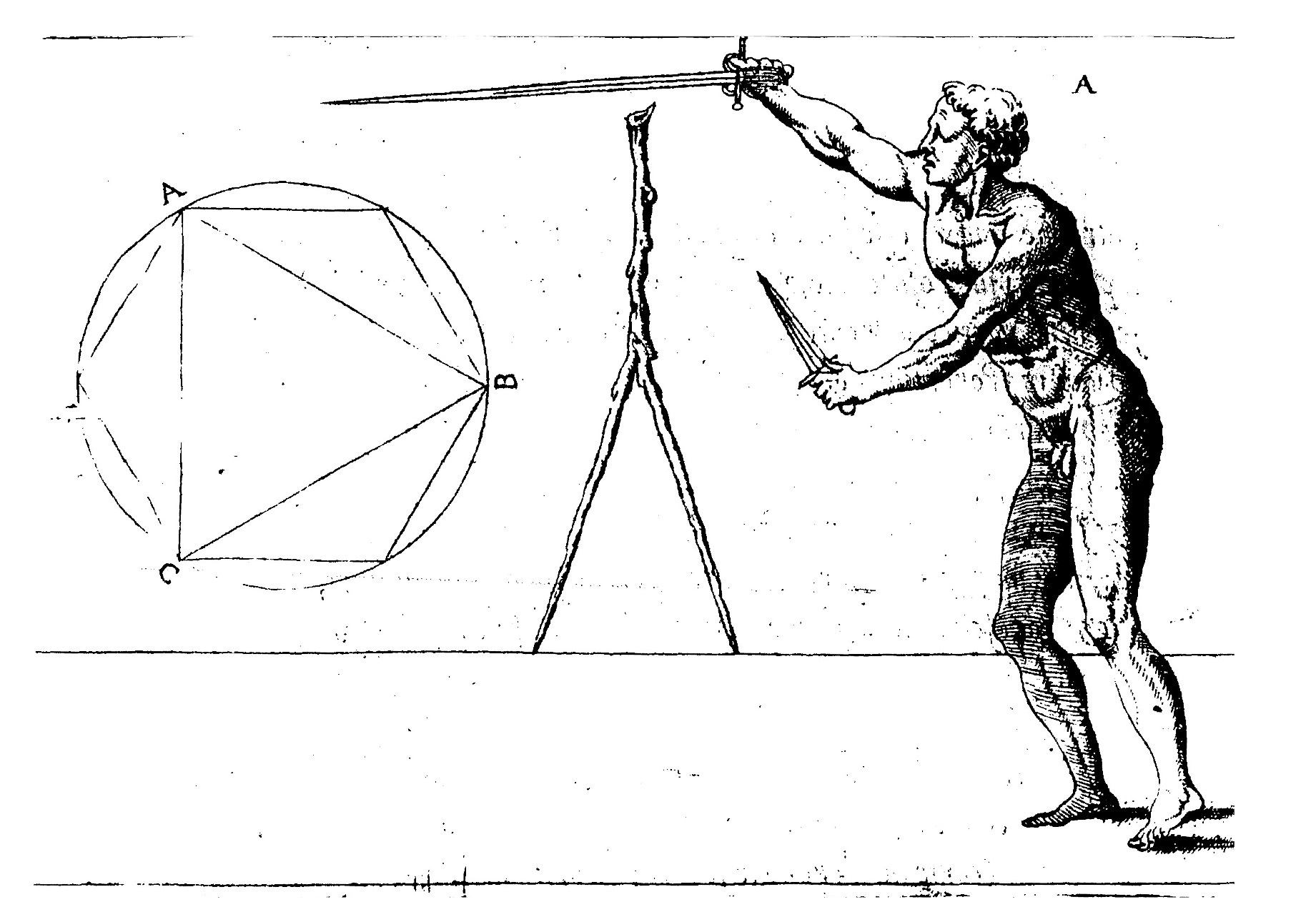
Боевая позиция 2. Камилло Агриппа
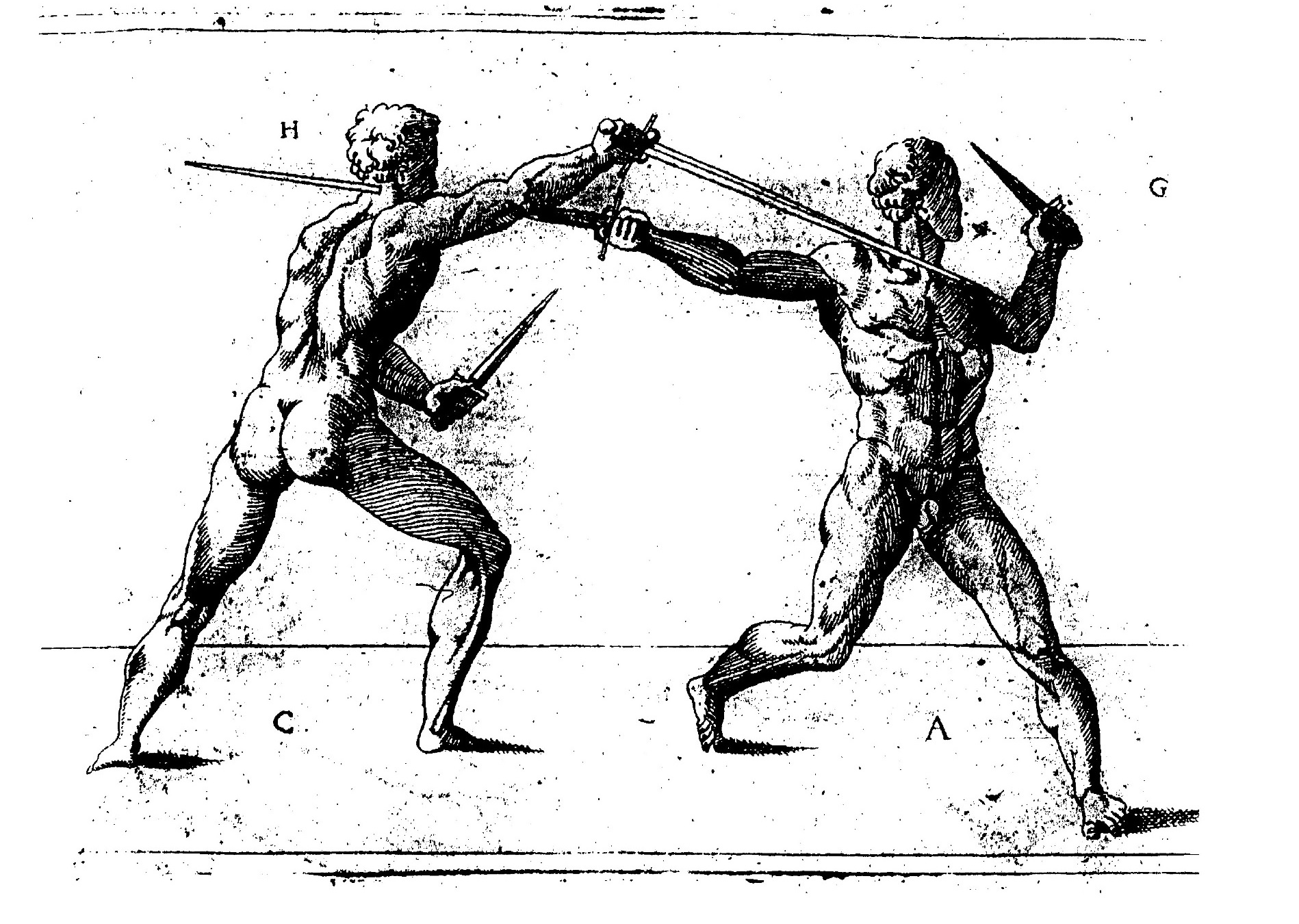
Боевая позиция 3. Камилло Агриппа